# Introducción a la antropología de Kant
Introducción a la antropología de Kant (en francés: Introduction à l'Anthropologie) es un ensayo introductorio a  Michel Foucault traducción del libro de 1798 de  Immanuel Kant  Antropología desde un punto de vista pragmático  — un libro de texto derivado de las conferencias que impartía anualmente entre 1772/73 y 1795/96. Ambas obras juntas le sirvieron de tesis secundaria. (Su mayor ser   Folie et Déraison: Histoire de la folie à l'âge classique ), aunque la traducción de Foucault de la  Antropología  fue publicada por separado por Vrin en 1964. La introducción fue publicada en una traducción al inglés por Arianna Bove en generation-online.org en 2003.

## Descripción general
Foucault sostiene que en la "Antropología" de Kant, las  condiciones de posibilidad de experiencia (subjetividad trascendental) se refieren a la existencia empírica del sujeto. Es decir, en un intento por comprender cómo experimentamos el mundo, Kant inaugura la idea de estudiarnos a nosotros mismos como objetos empíricos. Sin embargo, ya que Kant ha dejado claro en la  Crítica de la razón pura  que el sujeto trascendental no puede existir dentro de la cronología, ya que es el punto de partida del conocimiento (es en el tiempo en el sentido en que las cosas suceden a pero es fuera del tiempo en el sentido de que los cambios causales entre los fenómenos requieren nuestra percepción trascendental para volverse cronológicos) entonces surge una contradicción sobre la posibilidad de que el sujeto trascendental sea el punto de partida de una comprensión de los límites del conocimiento:

…la relación de lo dado y de lo "a priori" toma una estructura inversa en la Antropología a la que se revela en la Crítica. El  a priori  en el orden del conocimiento, se convierte en el orden de la existencia concreta en un originario que no es cronológicamente primero sino que, en cuanto aparece... se revela como ya allí.

Así, el sujeto trascendental - el hombre como último   a priori  (que no requiere estudio empírico para que se sepa que existe) que como base del pensamiento es el fundamento de todo  conocimiento empírico - no puede ser la base del conocimiento si, simultáneamente, puede ser investigado como un objeto de ese conocimiento. Si es un objeto de conocimiento, entonces existe cronológicamente, dentro de las cosas a percibir, y por lo tanto requiere que nuestra percepción lo ordene. Si ese es el caso, entonces está constantemente presente y no presente, la indagación preexistente y existente dentro de la indagación, y por lo tanto conduce a una oscilación entre el sujeto que conoce y el sujeto por ser conocido.
Esto tiene claras implicaciones para la fenomenología, el existencialismo, el marxismo y la metafísica en general, todos los cuales dominaron la filosofía francesa y las ciencias sociales durante la juventud de Foucault. La confianza en el concepto de un yo fundacional, con una relación coherente entre él mismo como sujeto fenoménico y el mundo externo, se ve socavada frente a una crítica que considera una de las piedras angulares de la filosofía moderna: el idealismo trascendental de Kant. - ser contradicho simultáneamente por el concepto de antropología. Así, Foucault advierte contra una antropología que busca dar un relato metafísico del hombre:

Uno de los objetivos ha sido hacer que la antropología cuente como Crítica, como crítica liberada de los prejuicios y el peso muerto del "a priori", pasando por alto el hecho de que sólo puede dar acceso al reino de lo fundamental si se permanece bajo el dominio de  pensamiento crítico. Otro (que es solo una versión más del mismo descuido) ha sido convertir la antropología en un campo positivo que serviría de base y posibilidad de todas las ciencias humanas, cuando en realidad solo puede hablar el lenguaje del límite y la negatividad. : su único propósito es trasmitir, desde el vigor del pensamiento crítico al fundamento trascendental, la precedencia de la finitud.
Esta preocupación por la antropología como "límite y negatividad" animaría el trabajo futuro de Foucault:   Las palabras y las cosas  continuaría su crítica de la duplicación del hombre como sujeto y objeto en la forma del "Analítica de la finitud", mientras que trabajos como  El nacimiento de la clínica  o  Locura y civilización  describen el surgimiento de instituciones antropológicas que buscaban ordenar negativamente a los humanos, como objetos para ser limitados, definidos y restringido. Sin embargo, el final de la 'Introducción a la antropología de Kant' también demuestra la relación con Nietzsche que cobraría importancia en las décadas de 1970 y 1980, ya que Foucault deja claro que la pregunta "¿Qué es el hombre?" se vuelve impotente por el concepto de Übermensch: "La trayectoria de la pregunta  Was ist der Mensch?  en el campo de la filosofía llega a su fin en la respuesta que tanto la desafía como la desarma:  der Übermensch ." La relación entre Kant y Nietzsche se ampliaría en el ensayo de 1984 " ¿Qué es la Ilustración?"
Todavía falta una evaluación crítica exhaustiva de las opiniones de Foucault sobre Kant. Por ejemplo, Foucault parece haber ignorado en su mayoría los contextos históricos propios de la antropología de Kant: las conferencias en las que se basó, su discusión de las opiniones de autores como Christian Wolff,  Alexander Baumgarten, David Hume o Johann Nicolas Tetens, y la concepción distintiva de las ciencias humanas que desarrolló como resultado. Aunque Foucault menciona algunas de estas cifras:

Kant los conocía y los utilizó en su "Antropología". En la parte superior de esta lista probablemente deberíamos poner Tetens  'Versuch über die menschliche Natur' '(1777),' 'Antropología' 'de Platner (1772) y, por supuesto,' 'Psychologia Empirica de Baumgarten. (1749).